# Tanjazz
 (octobre 2021).
Si vous disposez d'ouvrages ou d'articles de référence ou si vous connaissez des sites web de qualité traitant du thème abordé ici, merci de compléter l'article en donnant les références utiles à sa vérifiabilité et en les liant à la section « Notes et références ».
Tanjazz est un festival de jazz fondé en 2000 par Philippe Lorin qui en a assuré la présidence jusqu'en 2019. Aujourd'hui il est présidé par Moulay Ahmed Alami. C'est un festival organisé chaque année à Tanger au Maroc, il est consacré à tous les types de musique s'apparentant au jazz.

## Présentation
Un festival consacré à tous les types de musique s’apparentant au jazz. Des concerts gratuits sur les scènes publiques en ville, des animations dans les rues, des concerts et animations au Palais des Institutions Italiennes.

## Liste des éditions
- 1re édition : septembre 2000
- 2e édition : septembre 2001
- 3e édition : 5 au 11 septembre 2002
- 4e édition : 28 mai au 2 juin 2003
- 5e édition : 18 au 24 mai 2004
- 6e édition : 24 au 30 mai 2005
- 7e édition : 24 au 29 mai 2006
- 8e édition : 16 au 21 mai 2007
- 9e édition : 28 mai au 1er juin 2008
- 10e édition : 10 au 14 juin 2009
- 11e édition : 22 au 26 septembre 2010
- 12e édition : 21 au 25 septembre 2011
- 13e édition : 19 au 23 septembre 2012
- 14e édition : 18 au 22 septembre 2013
- 15e édition : 10 au 14 septembre 2014
- 16e édition : 9 au 13 septembre 2015
- 17e édition : 22 au 25 septembre 2016
- 18e édition : 14 au 17 septembre 2017
- 19e édition : 20 au 23 septembre 2018

Durant la 20e édition qui s'est tenue du : 15 au 22 septembre 2019, le festival a célébré son 20e anniversaire.